# James Laughlin
James Laughlin (* 30. Oktober 1914 in Pittsburgh/Pennsylvania; † 12. November 1997 in Norfolk/Connecticut) war ein US-amerikanischer Lyriker und Verleger.

## Leben
Der Sohn des Stahlfabrikanten Henry Hughart Laughlin besuchte die Choate Rosemary Hall in Wallingford, wo er bei dem Lyriker und Übersetzer Dudley Fitts studierte und das Literaturmagazin der Schule herausgab. Ab 1933 studierte er lateinische und italienische Literatur an der Harvard University. Im zweiten Studienjahr nahm er eine Auszeit und reiste nach Frankreich. Dort lernte er Gertrude Stein kennen und hatte ein halbes Jahr lang privaten Unterricht bei Ezra Pound.
Nach seiner Rückkehr in die USA gründete Laughlin 1936 den Verlag New Directions. Als erstes Buch erschien dort New Directions in Prose & Poetry, eine Anthologie experimenteller Texte von Elizabeth Bishop, E. E. Cummings, Marianne Moore, Ezra Pound, Wallace Stevens, William Carlos Williams und von ihm selbst (unter dem Pseudonym Tasilo Ribischka). In der Folgezeit erschienen u. a. Werke von Henry James, Francis Scott Fitzgerald, Randall Jarrell und Karl Shapiro, und in einer erfolgreichen Paperback-Reihe Werke von Autoren wie Dylan Thomas, Lawrence Ferlinghetti, Tennessee Williams und Hermann Hesse. 
In englischer Übersetzung verlegte Laughlin auch Werke von Pierre Choderlos de Laclos, Arthur Rimbaud und Charles Baudelaire und zeitgenössische Werke von Dazai Osamu, Octavio Paz und Ernesto Cardenal. Seinen ersten eigenen Gedichtband Some Natural Things veröffentlichte er 1945. Collected Poems erschien 1992, und postum 1998 die Sammlung Poems. Zu seinen Prosawerken zählen die Random Essays (1989) und Random Stories (1990). Seit 1954 vergibt die Academy of American Poets den James Laughlin Award, mit dem jeweils ein zweiter in den USA erschiene Gedichtband eines Autors ausgezeichnet wird. 1966 wurde Laughlin in die American Academy of Arts and Sciences gewählt.